# Melibiosio
Il melibiosio è un disaccaride formato da un legame alfa-1,6 fra galattosio e glucosio (D-Gal-α(1→6)-D-Glc). Si presenta come polvere bianca, amorfa, ha potere dolcificante, è chimicamente riducente, ed ha attività ottica destrogira. A differenza del lattosio, che ha una giunzione glicosidica beta con il carbonio 4 del glucosio, la giunzione glicosidica è alfa con il carbonio 6 del glucosio. Si può formare attraverso l'azione della invertasi attraverso idrolisi parziale del raffinosio. Viene idrolizzata nei due saccaridi componenti dall'enzima Alfa-galattosidasi, e dal MEL1 del Saccharomyces pastorianus.
Il melibiosio non può essere idrolizzato dal Saccharomyces cerevisiae, infatti questa è una delle differenze fra i due tipi di lieviti Saccharomyces.
Tutti i monosaccaridi ed i disaccaridi, mostrano un'alta selettività nel coniugarsi con gli acidi acidi diboronici. In particolare con l'acido stilben-diboronico, il melibiosio forma, più di altri disaccardi, un complesso molecolare molto rigido che incrementa fortemente la fluorescenza del gruppo stilbenico.